# 홍성남
홍성남(洪成南, 1929년 10월 2일 ~ 2009년 3월 31일)은 조선민주주의인민공화국의 정치인이다. 국무총리와 조선로동당 정치국원 후보 위원을 역임했다.

## 생애
1929년 평안남도에서 태어나 프라하 공업대학을 졸업했다. 1973년 9월에 정무원 부총리, 국가계획위원장이 되었다. 1980년 10월에 조선노동당의 당 중앙위원이 되었고, 1982년 2월부터 최고인민회의 대의원이 되었다. 1982년 11월에 평안남도의 당 책임서기가 된다. 1986년 2월에 다시, 정무원부총리, 국가계획위원장이 된다. 1986년 12월에 당 정치국원이 되었지만, 1989년 3월에 당 정치국원 후보로 격하되었다. 1997년 2월에는 정무원 총리 대리가 된다. 1998년 9월부터 2003년 9월까지 정무원 총리를 역임했다. 정무원 총리 사임 후, 2003년 9월에 함경남도의 당 책임서기가 되었다. 2009년 3월 31일에 사망했다.
| 전임 강성산 | 조선민주주의인민공화국의 총리 1997년 2월 21일 ~ 1998년 9월 4일 | 후임 홍성남 |

| 전임 홍성남 | 조선민주주의인민공화국의 총리 1998년 9월 5일 ~ 2003년 9월 3일 | 후임 박봉주 |

| 전임 리태남 | 조선로동당 함남도당 책임비서 2003년 9월 ~ 2009년 3월 | 후임 태종수 |

## 같이 보기
- 조선민주주의인민공화국의 정치